# 메건 제트 마틴
메건 제트 마틴(Meaghan Jette Martin, 1992년 2월 17일~)은 미국의 배우, 가수이다.